# Rödhalsad vedsvampbagge
Rödhalsad vedsvampbagge (Mycetophagus fulvicollis) är en skalbaggsart som beskrevs av Fabricius 1792. Rödhalsad vedsvampbagge ingår i släktet Mycetophagus, och familjen vedsvampbaggar. Enligt den svenska rödlistan är arten nära hotad i Sverige. Arten förekommer i Götaland, Svealand, Nedre Norrland och Övre Norrland. Artens livsmiljö är skogslandskap, jordbrukslandskap.